# Lucia Jantos

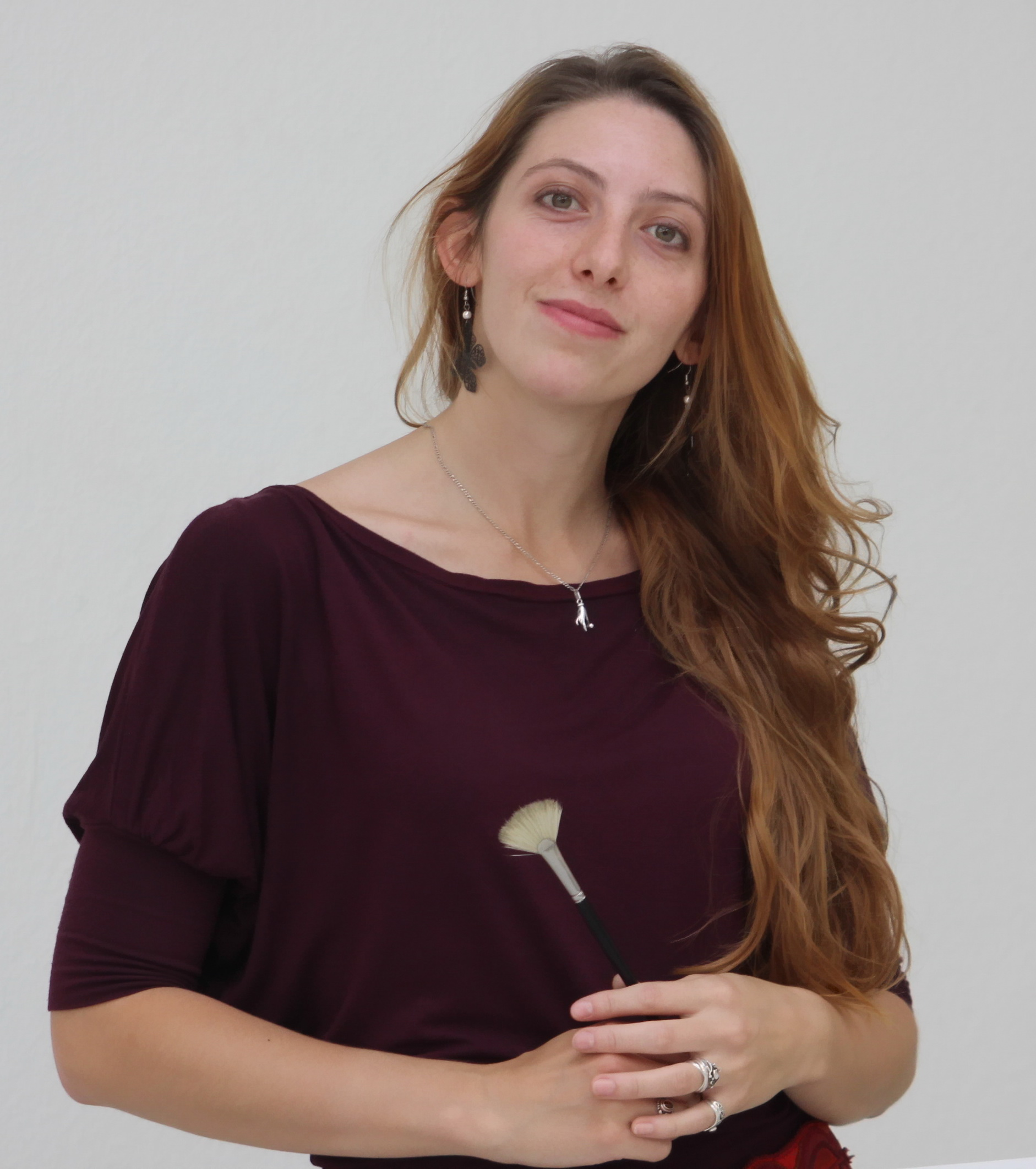
Lucia Jantos, 2012

Lucia Jantos (* 1984 in München) ist eine deutsche Synchronsprecherin und Kunstmalerin.

## Leben
Jantos lebt seit 1987 in Schondorf am Ammersee. Sie besuchte zunächst die Waldorfschule in Landsberg am Lech und wechselte dann 2002 an die Rudolf-Steiner-Schule Schwabing, wo sie den Leistungskurs Kunsterziehung belegen konnte. Sie beendete ihre Schulausbildung 2005. Es folgt eine Lehre zur Kauffrau für Bürokommunikation bei einer Münchner Softwarefirma, später eine Fortbildung an der „Unternehmerinnenschule“ der Wailea GmbH.
Synchronsprechertätigkeit
Der Durchbruch als Synchronsprecherin gelang Jantos 2006 nach einer Sprechrolle in Jojos Zirkus bei der Film- & Fernseh-Synchron in München. Bekannt ist ihre deutsche Stimme vor allem für die Rolle der „Kelsi Nielson“ in High School Musical (2006), High School Musical 2 (2007) und in High School Musical 3: Senior Year (2008), jeweils dargestellt von Olesya Rulin.

## Bildende Kunst
Seit 2010 ist Jantos als Kunstschaffende im Bereich Körpermalerei im Gemeinschaftsprojekt Studio AUM in München tätig. Ihre moderne bis ins Abstrakte reichende Malerei im Allgemeinen wie auch ihre Körpermalerei ist geprägt vom Einsatz verschiedenster Farben und Techniken.

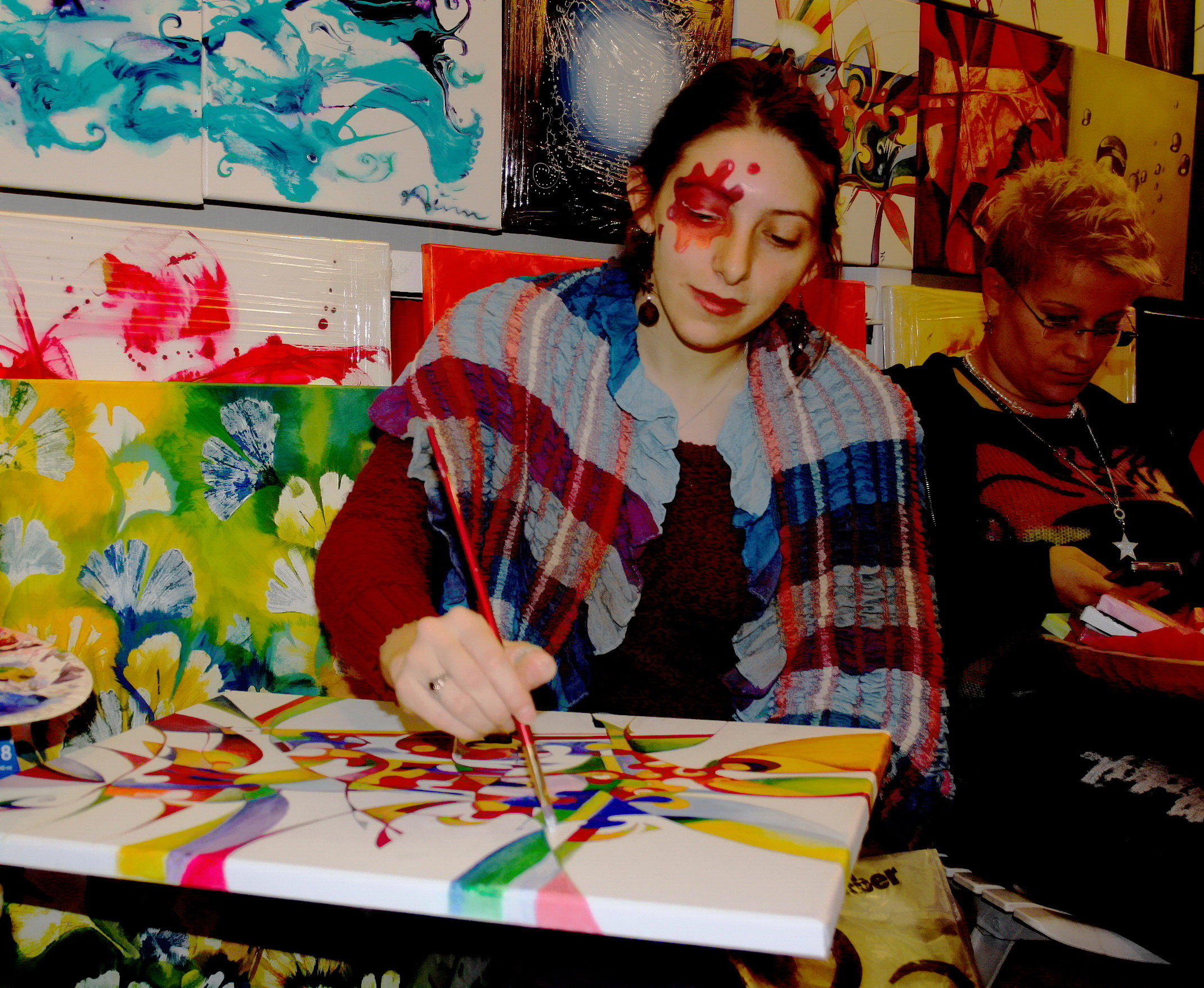
Lucia Jantos auf dem Wintertollwood 2010
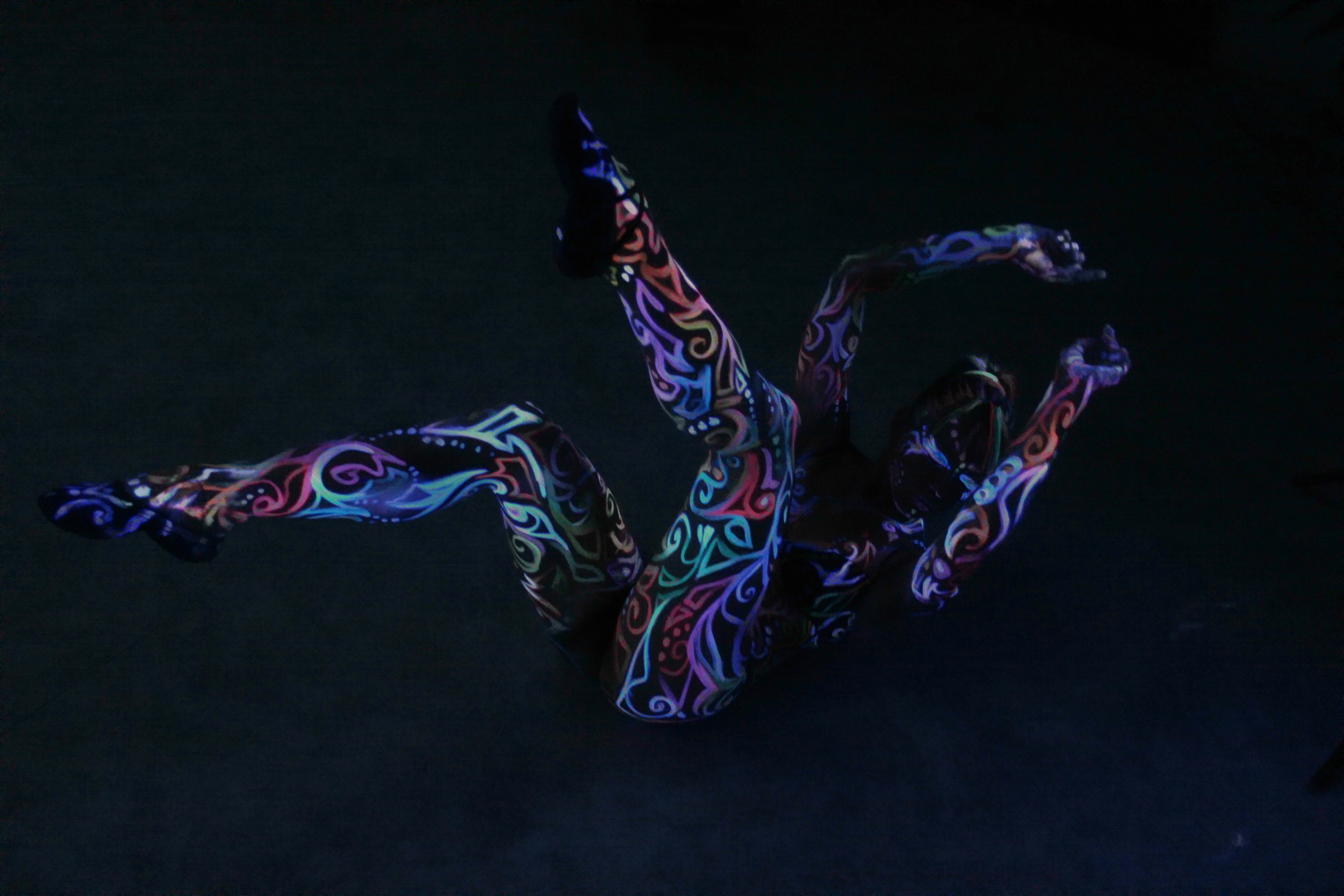
Uliana Selezkaja bei den Münchner Kulturtagen 2012, Idee und Ausführung des Bodypaintings: Lucia Jantos